# Fingersoft
Fingersoft — фінський розробник відеоігор, що базується в Оулу. Fingersoft — одна з найпівнічніших ігрових студій у світі, розташована всього на 170 км південніше від Полярного кола. Він найбільш відомий завдяки мобільним іграм Hill Climb Racing і Hill Climb Racing 2, які разом було установлено понад 1,5 мільярда разів.